# Cejkov
Cejkov (em húngaro: Céke) é um município da Eslováquia, situado no distrito de Trebišov, na região de Košice. Tem 20,84 km² de área e sua população em 2018 foi estimada em 1.186 habitantes.

## Demografia
| Ano:        | 1994 | 2004   | 2014   | 2024   |
| ----------- | ---- | ------ | ------ | ------ |
| Broj ljudi: | 1217 | 1206   | 1157   | 1127   |
| Razlika:    |      | -0,90% | -4,06% | -2,59% |

| Ano:               | 2023 | 2024   |
| ------------------ | ---- | ------ |
| Número de pessoas: | 1138 | 1127   |
| Diferença:         |      | -0,96% |